# سرر مثاني
السرر المثاني وقد يسمى «المريطاء» هو بقية ليفية من الممبار, وهو القناة التي تفرغ المثانة البولية للجنين التي تنضم إلى الحبل السري وتسير ضمنه. البقية الليفية توجد في حيز ريتزيوس, بين اللفافة المستعرضة في الأمام وبريتون في الخلف.

## صور إضافية

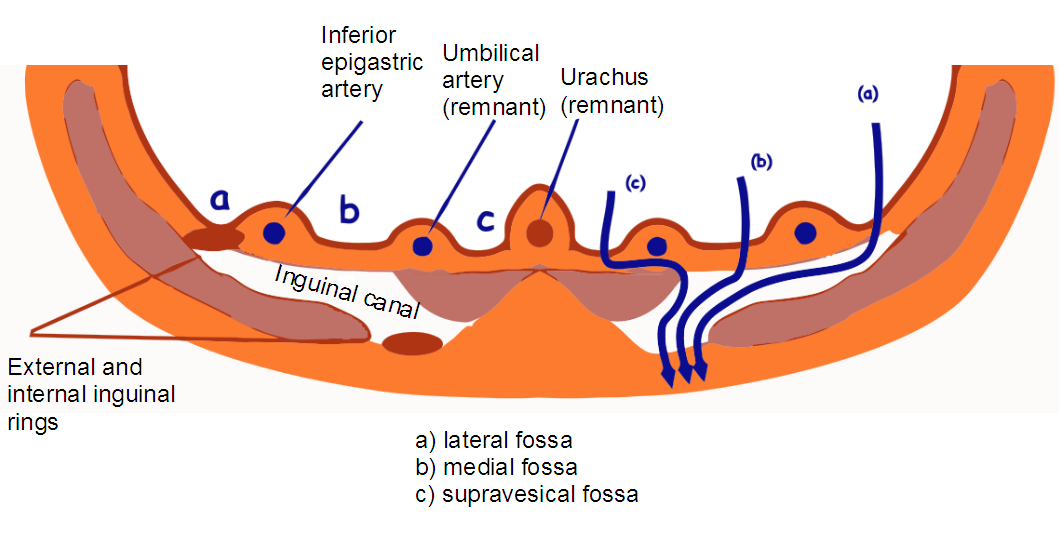
انخفاضات أصل الفخذ

## روابط خارجية
- علم الأجنة السويسري (من جامعة لوزان، وجامعة برن، وجامعة فريبورغ) turinary/patholurinary07
- Persistent urachus at moorabbinvet.com.au
- Repair at pennhealth.com
- Vesico-urachal Diverticulum Radiology (CT Images)